# Напа (град)
Вижте пояснителната страница за други значения на Напа.
Напа (на испански: Napa) е град и окръжен център на окръг Напа в района на залива на Сан Франциско, щата Калифорния, САЩ. Напа е с население от 72 585 души. (2000) Общата площ на Напа е 46,10 кв. км (17,80 кв. мили).